# The Gift (Zvezdna vrata Atlantida)
The Gift je 18. epizoda prve sezone znanstvenofantastične TV-serije Zvezdna vrata: Atlantida. Prvič je bila predvajana na kanadskem kanalu The Movie Network 17. januarja 2005.

## Vsebina
Teyla se pri starki in svojega plemena pozanima, zakaj se je sposobna začutiti prihod Wraithov. Ta ji pove zgodbo o ljudeh, ki so jih Wraithi vzeli za hranjenje, a naj bi se kljub temu vrnili. Na Atlantisu to zgodbo preučijo ter odkrijejo za nekem planetu zapuščen laboratorij, iz katerega uspe dr. McKayju rešiti podatkovno napravo Wraithov. Ko podatke na Altintidi dešifrirajo, ugotovijo, da ima Teyla v sebi majhno količino njihove DNK, zaradi česar poseduje wraithsko sposobnost telepatije. Zaradi tega privoli v poskus, da bi jo vključili v wraithsko telepatsko omrežje, kar se po nekaj poskusih konča tako, da neznani Wraith prevzame kontolo nad njo in jo rešijo šele z elektrošokom. Medtem pa ji uspe videti njihov načrt napada na Atlantido in ugotovi njihov namen prihoda - pot do Zemlje.